# 粽粑乡
粽粑乡，是中华人民共和国四川省广安市岳池县曾经下辖的一个乡。2019年12月，撤销粽粑乡，将其所属行政区域划归白庙镇管辖。

## 行政区划
粽粑乡撤销前下辖以下地区：
六角丘社区、粽粑村、水竹林村、万家寨村、盘龙村、花墙院村、画龙村、罗家院村、金龙寺村、金竹村、合兴村、桐麻山村、龙山院村、皂角树村、廖家沟村、姚石桥村、蒋家沟村、蒋家院村和董家沟村。